# Florian Sanson
Florian Sanson est un décorateur français.

## Filmographie partielle
- 2009 : Celle que j'aime d'Élie Chouraqui
- 2010 : Vénus noire d'Abdellatif Kechiche
- 2012 : Holy Motors de Leos Carax
- 2013 : Nos héros sont morts ce soir de David Perrault
- 2014 : Les Nuits d'été de Mario Fanfani
- 2016 : Les Malheurs de Sophie de Christophe Honoré
- 2019 : Proxima d'Alice Winocour
- 2019 : L'État sauvage de David Perrault
- 2021 : Annette de Leos Carax
- 2023 : Le Temps d'aimer de Katell Quillévéré
- 2024 : Paradis Paris de Marjane Satrapi

## Distinction

### Nomination
- César 2022 : Meilleurs décors pour Annette